# The Baboon Show
The Baboon Show är ett svenskt punkband som började som ett renodlat liveband 2003.

## Medlemmar
- Cecilia Boström - Sång (2003-)
- Helen Lindberg - Bas (2003-2010)
- Håkan Sörle - Gitarr (2003-2023)
- Niclas Svensson - Trummor (2003-)
- Lisa Bünger - Bas (2010-2013)
- Frida Ståhl - Bas (2013-)
- Simon Dahlberg - Gitarr (2023-)

## Diskografi
- This Is It! (maj 2004, EP)
- Boredom Boredom Go Away! (2005, CD-singel)
- It's A Sin (2005, CD-singel)
- Don't Don't Don't (oktober 2005, CD)
- Pep Talk (maj 2006, CD)
- Betsy's Revenge (2007, CD)
- Money Money Money (2008, singel)
- Punk Rock Harbour (november 2010, CD/LP)
- People's Republic Of The Baboon Show Formerly Known As Sweden (januari 2013, LP/CD)
- Damnation (maj 2014, LP/CD)
- Havanna Sessions (16 oktober 2015, album)
- The World Is Bigger Than You (4 mars 2016, LP)
- Best of 2.0 (29 april 2016, album)
- Radio Rebelde (januari 2018, singel)
- Radio Rebelde (2018, LP/CD)
- I never say goodnight (2020, 12" EP)
- Odball (2022, singel)
- God Bless You All (13 januari 2023, LP/CD)